# Orinocosa stirlingae
Orinocosa stirlingae är en spindelart som först beskrevs av Henry Roughton Hogg 1905.  Orinocosa stirlingae ingår i släktet Orinocosa och familjen vargspindlar.
Artens utbredningsområde är New South Wales. Inga underarter finns listade i Catalogue of Life.